# Pješak
 Ovo je glavno značenje pojma Pješak. Za druga značenja pogledajte Pješak (razdvojba).
Pješak je osoba koja sudjeluje u prometu, a ne upravlja vozilom, niti se prevozi u vozilu ili na vozilu, osoba koja vlastitom snagom gura ili vuče ručna kolica, zaprežno vozilo ili motorno vozilo, dječje prijevozno sredstvo, bicikl ili prijevozno sredstvo na osobni ili motorni pogon za osobe s invaliditetom ili starije osobe, ako se pritom kreće brzinom čovječjeg hoda, te osoba koja klizi klizaljkama, skijama ili saonicama ili se vozi na koturaljkama, skateboardu i sl.